# Gleason score
Gleason score er et diagnoseværktøj, som bruges til evaluere prognose og behandling for mænd med prostatakræft, baseret på biopsiprøver af prostata. Gleason score er baseret på mikroskopisk vurdering af en vævsprøve fra prostata, idet man graduerer mikroskopiobservationerne, som en sum af den primære (dominerende) og den sekundære type celler. Gradueringen går i begge tilfælde fra 1 til 5. Den samme Gleason score kan derfor angives i en patientjournal som Gleason 3/4 eller Gleason 7. Cancer med en høj Gleason score er mere aggressiv og har en dårligere prognose.

## References
1. 1 2  "Male Genital Pathology"